# Кочетов, Борис Сергеевич
Бори́с Серге́евич Ко́четов (13 [26] августа 1914, Москва — 10 июля 1981, Москва) — советский футболист, вратарь. Заслуженный мастер спорта СССР (1948).
Выступал за московские клубы ЦДКА, «Торпедо», «Динамо», а также за минское «Динамо».

## Биография
Родился 26 августа 1914 года в Москве.
На молодёжном уровне играл за команды «Гознак», «Красный пролетарий» и «Метро».
В 1936 году перешёл в ЦДКА. Дебютировал в чемпионате СССР 16 июня в матче 5-го тура против ленинградского «Динамо». Всего за «армейцев» Кочетов сыграл 7 матчей и пропустил 19 голов.
С 1938 по 1940 год выступал за «Торпедо».
Сезон 1941 года провёл в «Динамо». В составе «Динамо» находился до конца 1945 года.
С 1946 года — игрок минского «Динамо». В чемпионате за «бело-голубых» сыграл 69 матчей и пропустил больше 120 мячей. Завершил карьеру в 1949 году в возрасте 35 лет.
Скончался 10 июля 1981 года в Москве.